# Número trigonométrico
Em matemática um número trigonométrico:ch. 5 é um número irracional produzido pela extração do seno ou cosseno de um número racional múltiplo de uma circunferência completa, ou equivalentemente, o seno ou cosseno de um ângulo que em radianos é um múltiplo racional de {\displaystyle \pi }, ou o seno ou cosseno de um número racional de graus.
Um número real diferente de 0, 1, –1 é um número trigonométrico se e somente se é a parte real de uma raiz da unidade. Assim, todo número trigonométrico é a metade da soma de dois conjugados complexos raízes da unidade. Isto implica que trigonométrico é um número algébrico, e duas vezes um número trigonométrico é um número inteiro algébrico.
Ivan Morton Niven forneceu provas dos teoremas relacionados a estes números.:ch. 3 Li Zhou e Lubomir Markov aprimoraram e simplificaram recentemente as demonstrações de Niven.
Qualquer número trigonométrico pode ser expresso em termos de radicais. Aqueles que podem ser expressos em termos de raízes quadradas são bem caracterizados (ver abaixo). Para expressar os outros em termos de radicais, é necessário a raiz de ordem n de números complexos não reais, com n > 2.
Uma prova elementar de que todo número trigonométrico é um número algébrico é como segue.:pp. 29-30 Iniciamos com o estabelecimento da fórmula de De Moivre para o caso de {\displaystyle \theta =2\pi k/n} para coprimos k e n:
{\displaystyle (\cos(\theta )+i\operatorname {sen}(\theta ))^{n}=1.}
Expandindo o lado esquerdo e igualando as partes reais fornece uma equação em {\displaystyle \cos(\theta )} e {\displaystyle \sin ^{2}(\theta );} substituindo {\displaystyle \sin ^{2}(\theta )=1-\cos ^{2}(\theta )} fornece uma equação polinomial tendo {\displaystyle \cos(\theta )} como uma solução, e assim por definição {\displaystyle \cos(\theta )} é um número algébrico. Também, {\displaystyle \sin(\theta )} é algébrico pois é igual ao número algébrico {\displaystyle \cos(\theta -\pi /2).} Finalmente, {\displaystyle \tan(\theta ),} onde novamente {\displaystyle \theta } é um racional múltiplo de {\displaystyle \pi ,} é algébrico por ser a razão dos dois números algébricos {\displaystyle \cos(\theta )} e {\displaystyle \sin(\theta )}. De forma mais elementar, isto pode ser também visto igualando as partes imaginárias dos dois lados da expansão da equação de De Moivre e dividindo por {\displaystyle \cos ^{n}(\theta )} ara obter uma equação polinomial em {\displaystyle \tan(\theta ).}